# Musica per bambini (album)
| Recensione       | Giudizio |
| ---------------- | -------- |
| ImpattoSonoro    | Positivo |
| Lacasadelrap.com | 7/10     |
| Rockol           |          |

Musica per bambini è il secondo album in studio del rapper italiano Rancore, pubblicato il 1º giugno 2018 dalla Hermetic con distribuzione Artist First.

## Descrizione
Definito dallo stesso Rancore come il suo album migliore, dal punto di vista della scrittura, Musica per bambini è composto da dieci brani, ognuno dei quali presenta uno storytelling differente, uniti però da alcune tematiche ed elementi comuni, come ad esempio: la solitudine (Depressissimo, Centro asociale), la crescita (Giocattoli) e l'incomunicabilità (Underman, Questo pianeta). Il rapper romano utilizza inoltre l'escamotage di una narrazione fantasy al fine di esprimersi, seppur implicitamente, sulla situazione del mondo che ci circonda (Sangue di drago, Quando piove).

Durante un firma copie svoltosi nella città di Bologna il 6 giugno 2018, in promozione all'uscita dell'album, Rancore ha descritto Musica per bambini attraverso la seguente dichiarazione:

## Tracce
Testi di Tarek Iurcich.
1. Underman – 3:33 (musica: Tarek Iurcich, Cristiano Campana)
2. Giocattoli – 4:53 (musica: Cristiano Campana)
3. Beep Beep – 3:32 (musica: Mattia Crescini)
4. Depressissimo – 4:19 (musica: Tarek Iurcich)
5. Sangue di drago – 5:29 (musica: Cristiano Campana)
6. Skatepark – 2:55 (musica: Giancarlo Barbati, Aldino Di Chiano, Tarek Iurcich)
7. Centro asociale – 3:37 (musica: Mattia Crescini)
8. Arlecchino – 4:39 (musica: Tarek Iurcich, Mattia Crescini, Cristiano Campana)
9. Quando piove – 4:47 (musica: Mattia Crescini)
10. Questo pianeta – 4:54 (musica: Davide D'Onofrio, Giorgio Iacobelli)

## Formazione
- Rancore – voce, produzione (tracce 1, 4, 6 e 8)
- Marco Zangirolami – missaggio, mastering
- Jano – produzione (tracce 1, 2, 5 e 8)
- Meiden – produzione (tracce 3, 7, 8 e 9)
- DJ Aladyn – produzione (traccia 6)
- Giancane – produzione (traccia 6)
- Skioffi – produzione (traccia 10)
- 3D – produzione (traccia 10)

## Classifiche
| Classifica (2018) | Posizione massima |
| ----------------- | ----------------- |
| Italia            | 6                 |